# Bacon Township
Bacon Township est un township, situé dans le comté de Vernon, dans le Missouri, aux États-Unis,.
Le township est fondé en 1856 et baptisé en référence à James Bacon, un pionnier.

### Source de la traduction
- (en) Cet article est partiellement ou en totalité issu de l’article de Wikipédia en anglais intitulé « Bacon Township, Vernon County, Missouri » (voir la liste des auteurs).